# Jerónimo Luna de Guadalupe
Jerónimo Luna de Guadalupe (Valencia?, siglo XVI - Valencia, 1598) fue un sacerdote católico, trinitario, biblista, escritor y teólogo español.

## Biografía
Jerónimo Luna de Guadalupe nació a inicios del siglo XVI, en el Reino de Aragón, posiblemente en Valencia. Ingresó en la Orden de la Santísima Trinidad y de los Cautivos, en el convento de esa ciudad, donde profesó sus votos religiosos, fue ordenado sacerdote y vivió la mayor parte de su vida. Estudió humanidades en el colegio de los trinitarios de Alcalá de Henares, vinculado a la universidad homónima. Pasó después al llamado colegio trilingüe de la misma institución, donde se graduó en Artes y Teología. El rey Felipe II de Aragón le nombró catedrático del colegio de los trinitarios de su reino. El mismo rey le envió como delegado real en Lisboa y en Roma.
A su regreso de Roma, Felipe II le nombró consultor del Santo Oficio en el tribunal de Aragón. Se radicó finalmente en Valencia, donde murió en 1598. Compuso varios escritos de teología y algunos comentarios bíblicos, de los que en conjunto se estamparon varias obras, entre estas: Commentaria in sacrosanctum Divi Lucae Evangelium (Valencia 1598) y Commentaria in Oseam Prophetam (Zaragoza 1581).